# Ėduard Strel'cov
Ėduard Anatol'evič Strel'cov (in russo Эдуард Анатольевич Стрельцов?, traslitterazione anglosassone Eduard Streltsov; Mosca, 21 luglio 1937 – Mosca, 22 luglio 1990) è stato un calciatore sovietico, di ruolo attaccante. Fu settimo nella classifica del Pallone d'oro 1957.
È stato anche votato dagli appassionati di calcio russi ed ex-sovietici come uno dei più forti tra i giocatori russi e sovietici di tutti i tempi.

## Carriera
Centravanti, giocò solo nella Torpedo Mosca. Dopo aver partecipato e vinto il torneo di calcio ai Giochi olimpici del 1956 a Melbourne (non disputando la finale), nel 1958 rifiutò il passaggio sia al CSKA Mosca (la squadra dell'Armata Rossa) che alla Dinamo Mosca (quella del KGB).
Questo comportamento, unito anche ad una frase di troppo detta ad una festa al Cremlino, lo portò ad essere accusato di violenza carnale, consumata ai danni di una giovane proprio nel corso di quella stessa festa. Rinchiuso nella prigione di Butyrka, venne convinto con la promessa di essere aggregato alla squadra che avrebbe partecipato alla Coppa del Mondo a firmare una confessione. La promessa non venne mantenuta e fu condannato ai lavori forzati in un gulag in Siberia.
Nel 1965 tornò a giocare nella Torpedo, guidando la squadra verso il secondo titolo nazionale. Collezionò inoltre 38 presenze e 25 gol con la Nazionale sovietica (1955-1968). Morì nel 1990 di cancro, malattia probabilmente causata dal lavoro in miniera negli anni del gulag.

## Palmarès

### Club
- Vysšaja Liga: 1

Torpedo Mosca: 1965
- Kubok SSSR: 1

Torpedo Mosca: 1967-1968

### Nazionale
- Oro olimpico: 1

Melbourne 1956

### Individuale
- Capocannoniere della Vysšaja Liga: 1

1955 (15 gol)
- Calciatore sovietico dell'anno: 2

1967, 1968